# Xerente
Gli Xerente (o Xèrente)  sono un gruppo etnico del Brasile, la cui popolazione è stimata in 3.017 individui (dati riferiti al 2010). Il termine con cui si identificano loro stessi è Akwe. Insieme agli Xavante costituiscono il ramo Akwe dei popoli della famiglia linguistica Jê del Brasile centrale. Anche gli Xacriabá, stanziati nel Minas Gerais, e gli Acroás (ora estinti), sono gruppi considerati culturalmente e linguisticamente loro connessi.

## Lingua
Parlano la lingua xerénte (codice ISO 639: XER), idioma amerindo che appartiene alla famiglia linguistica Jê. Gli adulti parlano in lingua indigena in tutti i contesti della vita quotidiana quando si trovano all'interno dei villaggi ma sono capaci di parlare fluentemente la lingua portoghese quando dialogano con i non-indiani. Gli Xerente e gli Xavante parlano dialetti della stessa lingua (o lingue simili, secondo altri autori).

## Insediamenti
Vivono nello stato brasiliano di Tocantins

## Storia
I primi contatti con gli europei sono avvenuti nel XVII secolo con le missioni dei Gesuiti e le spedizioni dei colonizzatori. Tra il 1750 e il 1790 iniziò la costruzione di vari siti indirizzati alle popolazioni indigene del luogo in un processo di pacificazione finanziato dalla Corona portoghese e dettato dal bisogno di sfruttare le miniere d'oro appena scoperte nella zona. Ma la resistenza degli Xavante e degli Xerente continuò con attacchi contro le prigioni militari e le città non-indiane. Alcuni gruppi di frati cappuccini tentarono invano la mediazione. La definitiva separazione di questi due gruppi Akwe ebbe luogo proprio in questo periodo, alla fine del XIX secolo: gli Xavante migrarono verso l'interno del Mato Grosso, nei pressi del Rio das Mortes, mentre gli Xerente rimasero sulle rive del fiume Tocantins.
Nel XX secolo gli Xerente continuarono a morire a causa soprattutto degli allevatori che occupavano in massa le terre rimaste, riducendo sempre di più lo spazio assegnato agli indigeni. Solo a partire dagli anni quaranta, grazie alle azioni del Serviço de Proteção aos Indios(SPI) e di alcune missioni battiste, gli Xerente poterono scampare al pericolo di estinzione. Nel 1972, dopo oltre duecento anni di conflitti e migrazioni forzate, gli Xerente ottennero la loro prima area indigena omologata, denominata Área Grande.